# BMW E30
BMW E30 (eller BMW 3-serie) är en personbil, tillverkad av den tyska biltillverkaren BMW mellan 1982 och 1994.

## BMW E30
Den andra generationens 3-serie introducerades som tvådörrars sedan hösten 1982. Med åren växte karossutbudet. Hösten 1983 tillkom en fyrdörrars sedan; sommaren 1985 kom en cabriolet; sommaren 1987 kom så kombimodellen Touring. Dessutom tillverkade karossbyggaren Baur sin TopCabriolet med targabåge. Modellprogrammet var mycket omfattande med dieselmotorer, fyrhjulsdrift och våren 1986 kom den första M3:an.
Jämfört med tidigare modell var E30 ett stort framsteg i komfort, utrustning och väghållning. De sexcylindriga modellerna hade en uppsättning varningslampor ovanför innerbackspegeln som tändes vid start av motorn och släcktes när respektive funktion hade kontrollerats. 
Den första fyrhjulsdrivna modellen var 325iX. Den presenterades 1986 och hade permanent fyrhjulsdrift med kraftfördelning 35% fram och 65% bak för att behålla bilens bakhjulsdrivna karaktär. 
Sedanversionerna ersattes våren 1991 av E36:an. Cabrioleten tillverkades fram till 1993 medan Touringmodellen ersattes först våren 1994.

## Motor
| Modell     | Årsmodell | Motor                    | Cylindervolym | Effekt     | Bränslesystem      | Anmärkning   |
| ---------- | --------- | ------------------------ | ------------- | ---------- | ------------------ | ------------ |
| 316        | 1983-87   | M10: 4-cyl radmotor SOHC | 1573 cm³      | 75 hk      | Enkel förgasare    | Exportmodell |
| 316        | 1983-87   | M10: 4-cyl radmotor SOHC | 1766 cm³      | 90 hk      | Enkel förgasare    |              |
| 318i       | 1983-87   | M10: 4-cyl radmotor SOHC | 1766 cm³      | 105 hk     | Bränsleinsprutning |              |
| 320i       | 1983-86   | M20: 6-cyl radmotor SOHC | 1990 cm³      | 125 hk     | Bränsleinsprutning |              |
| 323i       | 1983-85   | M20: 6-cyl radmotor SOHC | 2316 cm³      | 141 hk     | Bränsleinsprutning |              |
| 324d       | 1986-91   | M21: 6-cyl radmotor SOHC | 2443 cm³      | 86 hk      | Dieselmotor        |              |
| 325i       | 1986-92   | M20: 6-cyl radmotor SOHC | 2494 cm³      | 170 hk     | Bränsleinsprutning | Katalysator  |
| 325e       | 1986-87   | M20: 6-cyl radmotor SOHC | 2693 cm³      | 122-129 hk | Bränsleinsprutning | Katalysator  |
| 320i       | 1987-92   | M20: 6-cyl radmotor SOHC | 1990 cm³      | 129 hk     | Bränsleinsprutning | Katalysator  |
| 324td      | 1987-91   | M21: 6-cyl radmotor SOHC | 2443 cm³      | 115 hk     | Turbodiesel        |              |
| M3         | 1987-89   | S14: 4-cyl radmotor DOHC | 2302 cm³      | 200 hk     | Bränsleinsprutning |              |
| M3         | 1987-89   | S14: 4-cyl radmotor DOHC | 2302 cm³      | 195 hk     | Bränsleinsprutning | Katalysator  |
| 316i       | 1988      | M10: 4-cyl radmotor SOHC | 1766 cm³      | 102 hk     | Bränsleinsprutning | Katalysator  |
| 318i       | 1988-94   | M40: 4-cyl radmotor SOHC | 1795 cm³      | 113 hk     | Bränsleinsprutning | Katalysator  |
| M3 Evo II  | 1988      | S14: 4-cyl radmotor DOHC | 2302 cm³      | 220 hk     | Bränsleinsprutning |              |
| 316i       | 1989-94   | M40: 4-cyl radmotor SOHC | 1596 cm³      | 99 hk      | Bränsleinsprutning | Katalysator  |
| 318is      | 1990-91   | M42: 4-cyl radmotor DOHC | 1795 cm³      | 136 hk     | Bränsleinsprutning | Katalysator  |
| M3 Evo III | 1990      | S14: 4-cyl radmotor DOHC | 2453 cm³      | 238 hk     | Bränsleinsprutning |              |

Prestanda:
BMW 316i 100hk/DIN. Acc 0–100 km/h 12,1 sek. Toppfart 182 km/h. BMW 318i 102hk/DIN Acc 0–100 km/h 11,5 sek. Toppfart 181 km/h. BMW 318i 113hk/DIN. Acc 0–100 km/h 10,8 sek. Toppfart 188 km/h. BMW 320i 125hk/DIN. Acc 0–100 km/h 10.4 sek. Toppfart 196 km/h. BMW 320i 129hk/DIN. Acc 0–100 km/h 10,6 sek. Toppfart 197 km/h. BMW 318iS. 136 hk/DIN. Acc 0–100 km/h 9,9 sek. Toppfart 202 km/h. BMW 325i 170 hk/DIN. Acc 0–100 km/h 7,3 sek. Toppfart 218 km/h.
Källa: BMW AG.

## Bilder

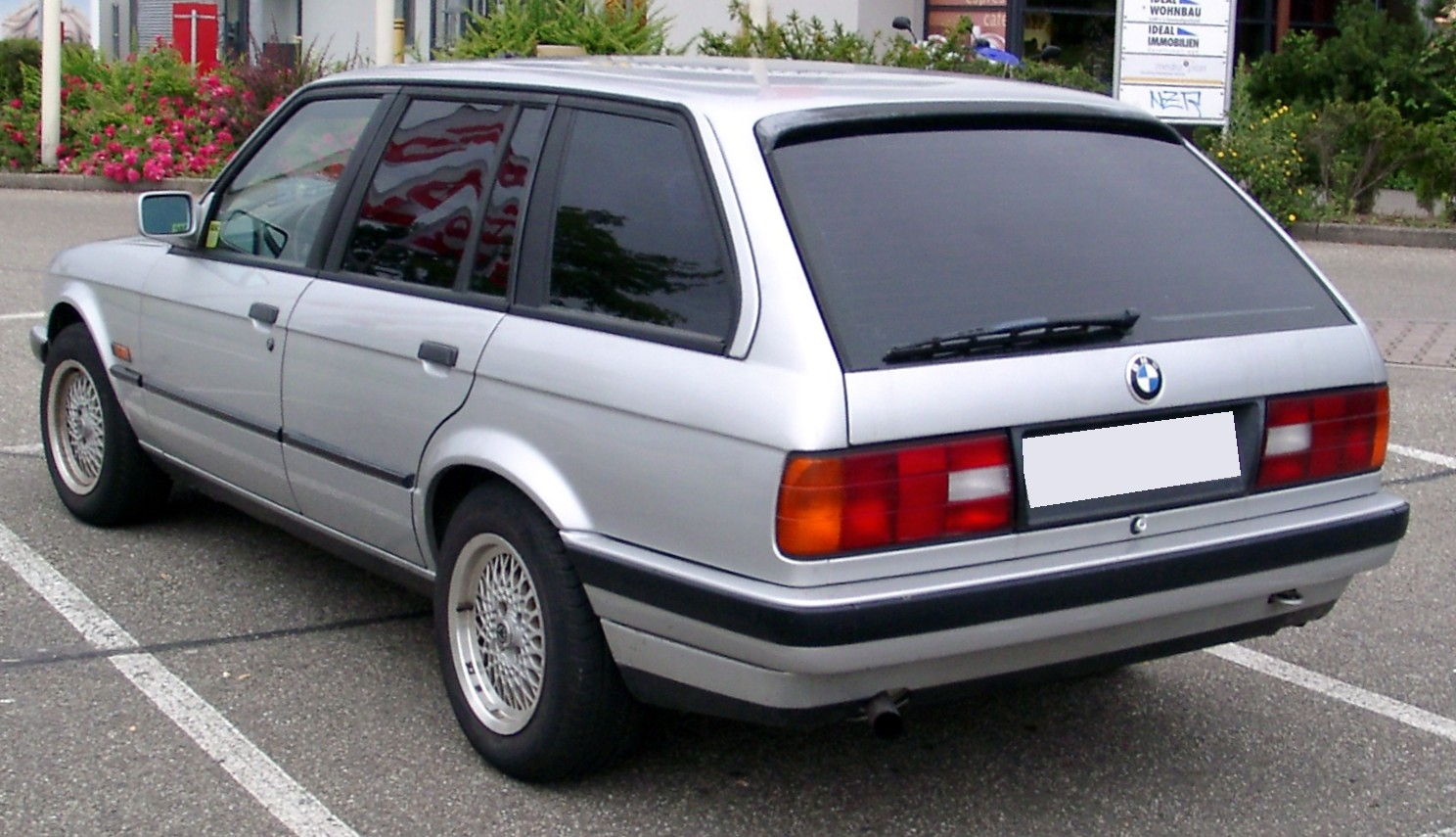
BMW E30 Touring.
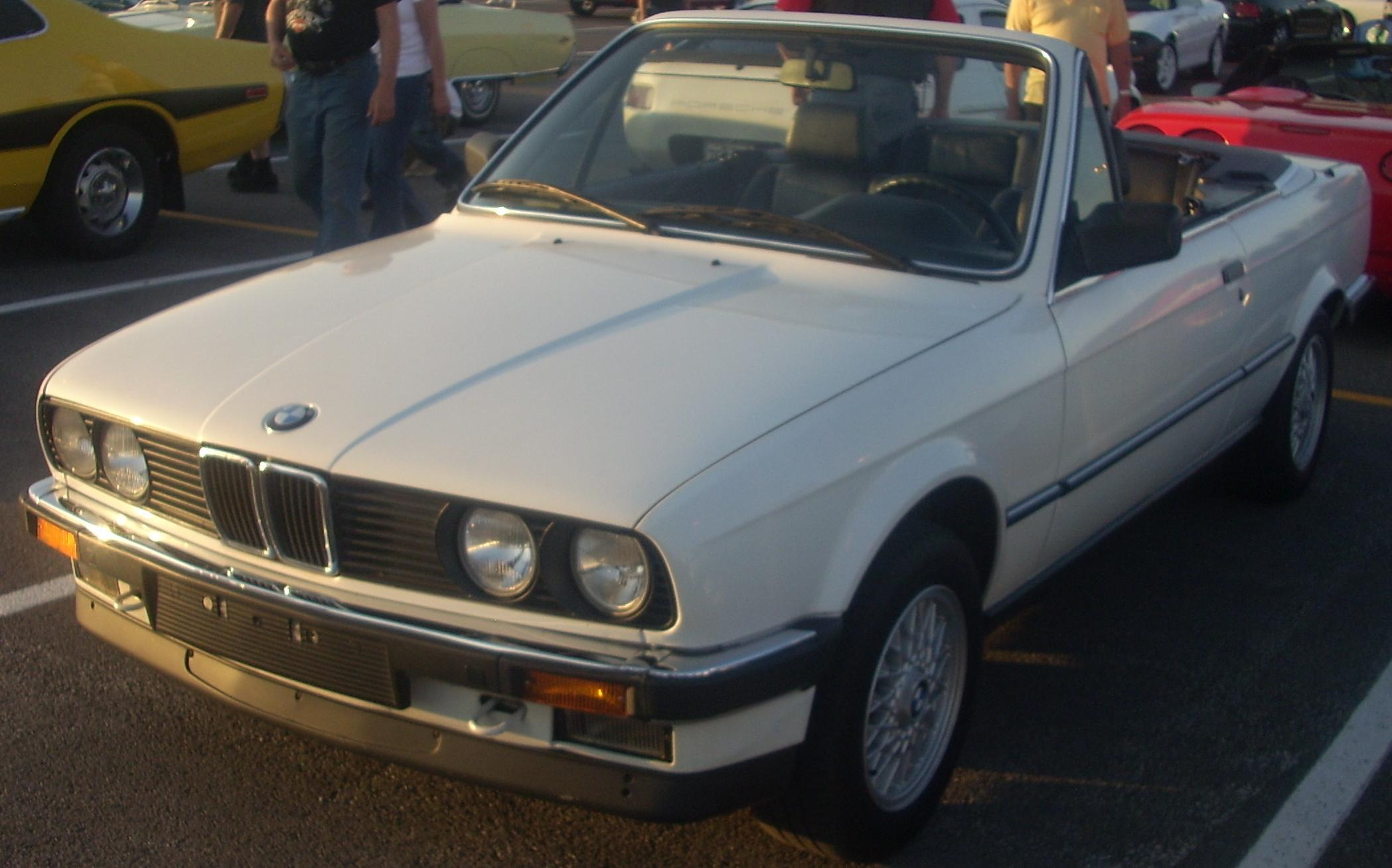
BMW E30 cabriolet.
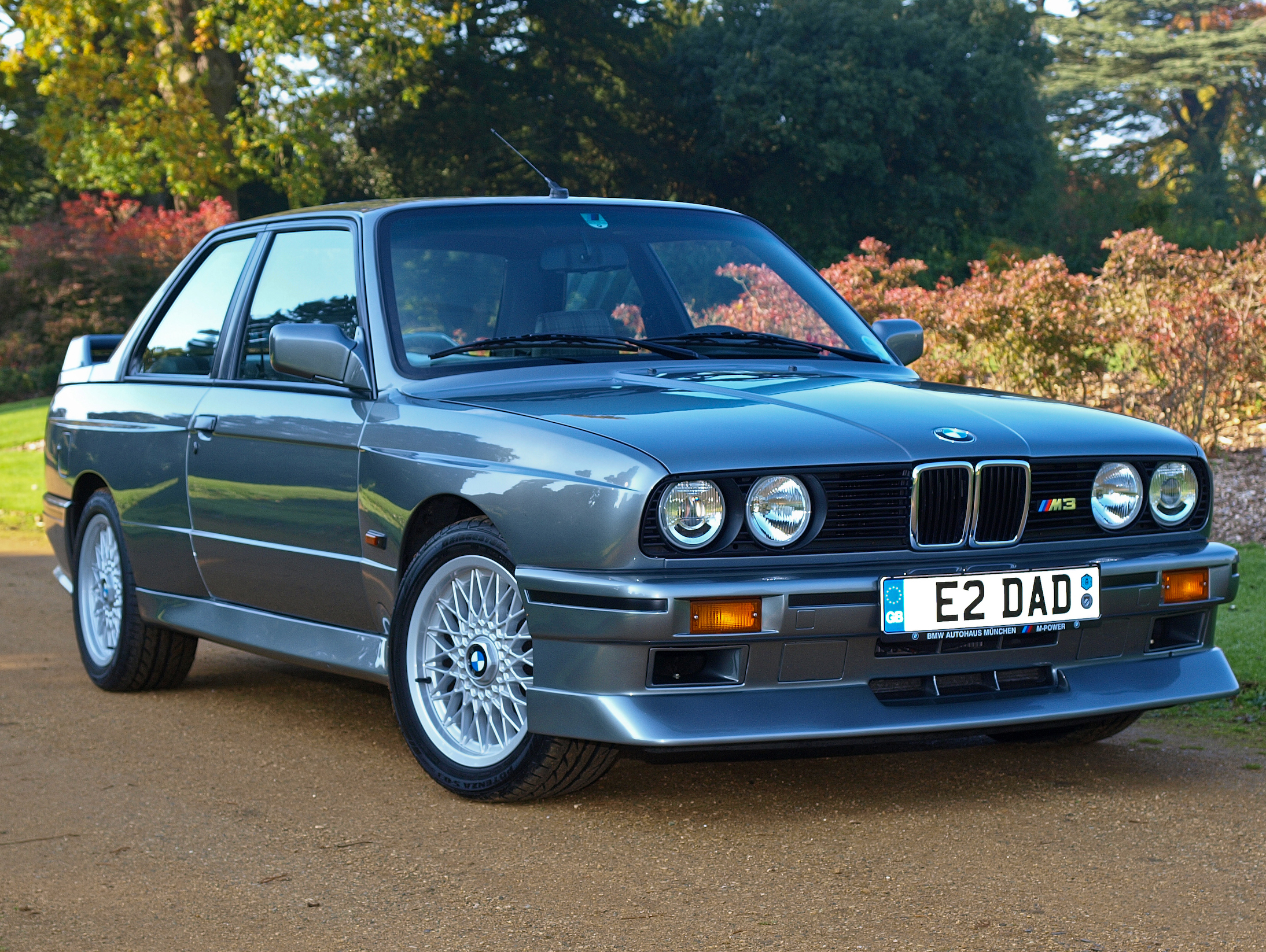
BMW E30 M3.
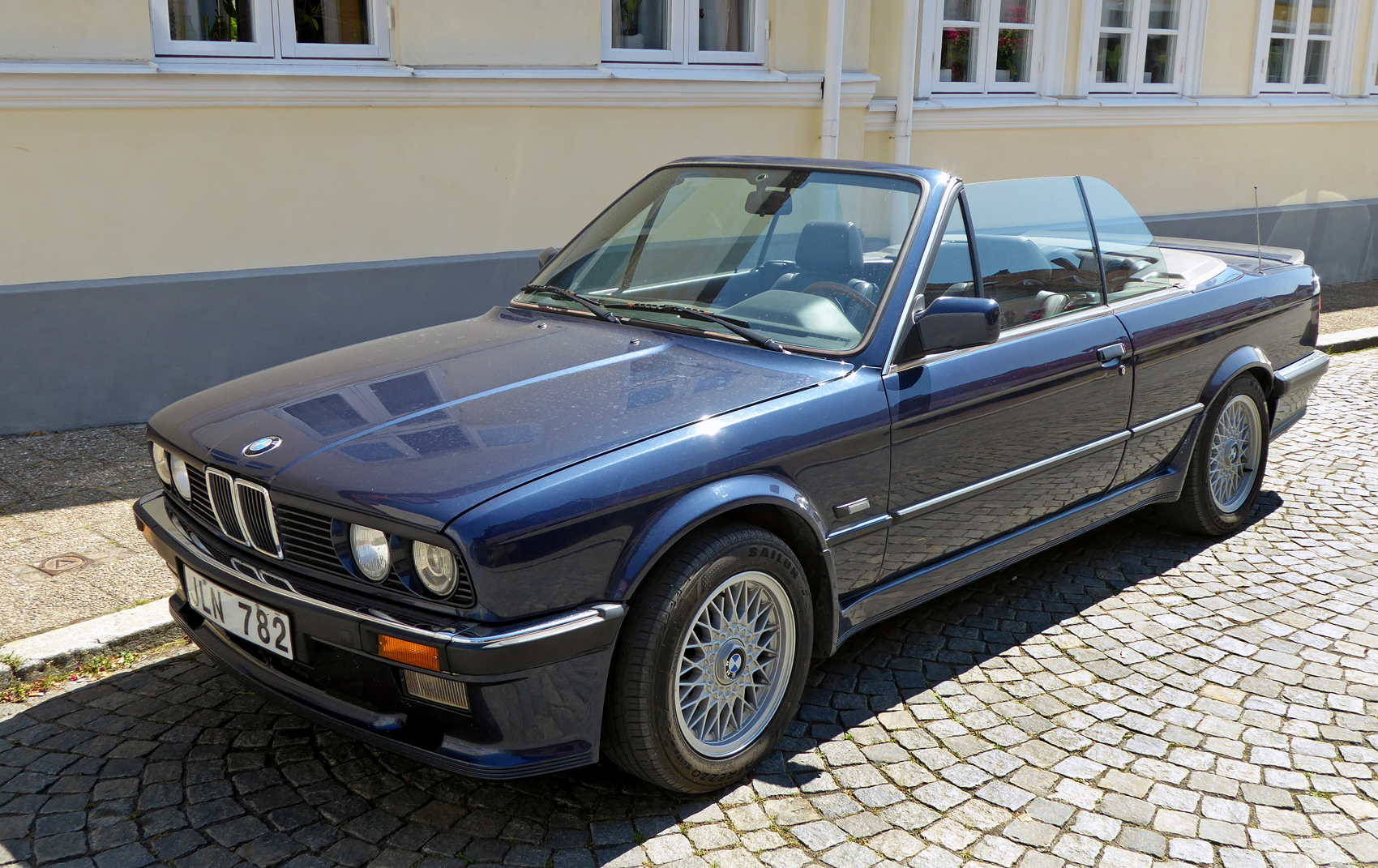
BMW E30 cabriolet  3-serien.